# Dom Salvador
Dom Salvador, nome artístico de Salvador da Silva Filho (Rio Claro, 12 de setembro de 1938), é um instrumentista, arranjador e compositor brasileiro. Com formação clássica no piano, participou da efervescência musical carioca após a emergência da bossa nova que tinha como ponto de encontro o Beco das Garrafas e buscava juntar o samba brasileiro com o jazz americano, ficando conhecido como samba jazz. Nesta época, teve diversos conjuntos que lançaram discos significativos do movimento, bem como acompanhou diversos artistas em turnês pelos Estados Unidos e Europa, chegando a gravar na Alemanha. Entretanto, cansado da vida de turnês após casar-se e ter filhos, passa a desenvolver trabalho como arranjador e músico de estúdio em gravações de grandes nomes da emergente MPB. No final daquela década, após contato com gravações americanas de funk e soul, lança o álbum seminal Dom Salvador, unindo os novos ritmos americanos com o samba brasileiro. Em seguida, monta o grupo Abolição que defende a música "Abolição 1860-1960" no V Festival Internacional da Canção - conseguindo o 5º lugar na etapa nacional - e lança o álbum Som, Sangue e Raça, em 1971.
Desiludido com a carreira de músico no Brasil, o pianista muda-se para os Estados Unidos, onde toca com alguns grandes nomes em turnês e gravações, antes de se estabelecer como pianista em um bar no Brooklyn, em 1977. A partir desta época, desenvolve gravações esporádicas, experimentando renovada atenção a partir da década de 1990 com o aparecimento de um movimento de resgate dos artistas da música negra brasileira. Assim, seus lançamentos tornam-se um pouco menos esparsos, embora ainda tendo de fazer uso de pequenas gravadoras - como a Biscoito Fino - ou de produções independentes. Seu último disco é Live at Zankel Hall in Carnegie Hall, lançado em 2018 pela gravadora Universal Music.

## Biografia
Nascido numa família numerosa - era o caçula de 11 irmãos - e musical, Salvador convive com a música em casa desde pequeno: suas irmãs formavam o quarteto "As Irmãs Silva" e seus irmãos tocavam instrumentos musicais (Paulo tocava violão, contrabaixo e saxofone; Marcelo, banjo; Nestor, violão, também). Por isso, ao vê-lo batucando em uma mesa, a família reconhece seu talento musical e ele passa a tocar repique. Admirador dos bateristas da Orquestra Tabajara, de Severino Araújo, e da orquestra do maestro Aristides Zacarias, passa a ter aulas de bateria. Entretanto, quando seu professor muda-se para São Carlos, ele tem de procurar outro instrumento. Primeiro, tenta tocar instrumentos de sopro, mas uma hérnia o obriga a abandonar, pois não podia fazer muito esforço sem sentir dores. Passa, então, a estudar piano e, ainda adolescente, ingressa na Orquestra Excelsior, de Mário Florim, passando a apresentar-se regularmente em shows. Já adulto, entra no Conservatório Carlos Gomes, em Campinas, para terminar os estudos no seu instrumento, formando-se em 1960.
Já em São Paulo, conhece uma jovem cantora de jazz e fica encantado com sua voz e sua pronúncia correta do inglês: Maria Ignes Vieira se tornaria esposa do pianista em 1965 e eles teriam dois filhos - Marcelo, nascido em 1966, e Simone, em 1970. No ano de 2002, sua mulher viria a desenvolver demência, passando a ter problemas de memória e a exigir cuidados especiais.

## Carreira

### O início no samba jazz
Em 1961, a convite da cantora de operetas Marita Louise, muda-se para São Paulo e passa a trabalhar como instrumentista em casas noturnas - como Baiúca, Cave e Lancaster -, passando a conviver com diversos pianistas que teriam renome a partir daquela década, como Tenório Júnior, Amilton Godói, César Camargo Mariano e Laércio de Freitas. Em 1963, vai para o Rio de Janeiro - por influência de Dom Um Romão que voltava dos Estados Unidos após temporada com o sexteto Bossa Rio, de Sérgio Mendes, no Carnegie Hall - e passa a fazer parte da reformulação do Copa Trio, com este último tocando bateria e, ainda, Miguel Gusmão, no contrabaixo. Apresentam-se frequentemente no Beco das Garrafas acompanhando diversos artistas em início de carreira, como Quarteto em Cy, Jorge Ben, Marcos Valle, Elza Soares e Wilson Simonal. Ainda, o Copa Trio foi o conjunto que acompanhou Elis Regina em seu primeiro show no Bottle's Bar, em 1964.
Com a experiência adquirida, forma conjuntos de samba jazz - como o Salvador Trio (com Edson Lobo, no contrabaixo, e Victor Manga, na bateria) e o Rio 65 Trio (com Sérgio Barrozo no contrabaixo e Edison Machado na bateria) - com os quais lança 4 discos (pela gravadora Philips e pelo selo Mocambo, da Rozenblit) e participa de turnês pela Europa e Estados Unidos com artistas como Edu Lobo, Sylvia Telles, Rubens Bassini, Rosinha de Valença, Chico Batera, Copinha e Elza Soares. Numa destas turnês, participa da gravação de um disco de música brasileira na Alemanha que teve incluída no repertório uma música de sua autoria: "Meu Fraco É Café Forte".
No final da década, para de realizar turnês e passa a focar na realização de arranjos e no trabalho como músico de estúdio, tornando-se um dos mais requisitados pianistas do Brasil, especialmente devido a confiança e amizade do maestro Waltel Branco, participando de gravações de Elis Regina, Elza Soares, Jorge Ben e Roberto Carlos.

### A invenção do samba-funk
Em 1969, Hélcio Milito - baterista e produtor musical da Discos CBS, irmão do também baterista Osmar Milito - volta dos Estados Unidos com diversos discos de soul e funk - como Kool & the Gang, Sly & the Family Stone e James Brown - e mostra-os a Salvador, sugerindo que ele gravasse um álbum com aquele som. O resultado é Dom Salvador, lançado naquele ano pela Discos CBS, no qual Salvador adiciona o "Dom" em seu nome artístico, por sugestão de Hélcio Milito. Neste disco, Salvador uniu suas influências do samba e do jazz com o soul e o funk lançando as bases da música negra brasileira e criando um estilo que ficaria conhecido como samba-soul ou samba-funk.

#### Dom Salvador e o Grupo Abolição
No ano seguinte (1970), continua por desenvolver aquela ideia e, por sugestão do seu amigo Hélcio Milito, resolve montar um grupo só com músicos brasileiros e negros. Assim, recruta membros do grupo Impacto 8 - que acompanhava o trombonista Raul de Souza - e do conjunto Cry Babies - que chegou a lançar um disco autointitulado em 1969, pela gravadora CID Entertainment - para integrarem o seu conjunto. O grupo, batizado de Abolição e formado pelos músicos Mariá (voz), José Carlos (guitarra), Luiz Carlos “Batera” (bateria e voz), Rubão Sabino (baixo elétrico), Oberdan Magalhães (sax-tenor e flauta), Darcy (trompete) e Serginho do Trombone (trombone) - foi inscrito no V Festival Internacional da Canção pelo Dom Salvador para defender a canção "Abolição 1860-1960". A canção acabaria sendo premiada com o 5º lugar na fase nacional do festival e o grupo teria a oportunidade de gravar um disco pela gravadora de Salvador. Assim, o grupo lança Som, Sangue e Raça em 1971, pela Discos CBS, e um compacto no ano seguinte, pela mesma gravadora. É um álbum muito importante pelo seu papel no desenvolvimento do som da música negra no Brasil, além de ser considerado o embrião da futura Banda Black Rio, por contar com diversos músicos que fariam parte daquela banda, especialmente o saxofonista Oberdan Magalhães. No mesmo ano, participa como arranjador, orquestrador e regente no segundo álbum do cantor Tony Tornado.
"Dom Salvador e o Grupo Abolição" atuou no cenário artístico até 1972, quando Oberdan Magalhães e Luiz Carlos “Batera” uniram-se a integrantes do grupo Impacto 8 e formaram a Banda Black Rio.

### Mudança para os Estados Unidos
Entretanto, apesar do relativo sucesso, das portas abertas no mercado fonográfico brasileiro e das possibilidades de evolução daquele som, Salvador foi ficando frustrado com aquele cenário: ele se sentia muito mais velho do que seus parceiros de banda, além de não beber ou usar drogas; também, Salvador era um líder exigente e não acreditava estar conseguindo o retorno criativo que gostaria. Dessa forma, abandona tudo e muda-se para Nova Iorque, em 1973, para tentar tornar-se um pianista de jazz naquele país. Passa muita dificuldade no início, mas vai conseguindo se estabelecer e trazer a família para morar por lá. Em 1976, grava My Family, pela gravadora de jazz Muse Records. Em 1977, por indicação de Dom Um Romão, torna-se pianista e diretor musical do cantor Harry Belafonte, participando das gravações de seu álbum Turn the World Around e da subsequente turnê mundial, chegando a tocar no Jubileu de Prata da rainha Isabel II do Reino Unido. Apesar do sucesso do disco e da turnê, Salvador sente-se culpado por ter de deixar a família por um longo período, além de achar cansativo fazer turnês. Por isso, aceita um emprego de pianista em um piano bar de Nova Iorque, o The River Cafe, o que lhe dará estabilidade financeira para lançar álbuns esporadicamente.
Assim, destacam-se poucos lançamentos deste período. Em 1984, lança Rio Claro Suite, com um quarteto formado por: Salvador, no piano e acordeão; Dick Oatts, no saxofone e na flauta; Dennis Irwin, no baixo; e Duduka da Fonseca, na bateria e percussão. Em 1997, lança Transition, pela gravadora Lua Discos, com um trio formado por: Salvador, no piano;  Rogério Botter Maio, no baixo; e Duduka da Fonseca, na bateria. Em 2007, lança Dom Salvador Trio, pela gravadora Biscoito Fino, com um trio formado por: Salvador, no piano;  Sérgio Barrozo, no baixo; e Duduka da Fonseca, na bateria. Nos anos seguintes, dedica-se a lançar alguns discos de forma independente através do selo Salmarsi Records, como dois registros ao vivo no River Cafe e o premiado The Art of Samba Jazz, de 2010. Em 2015, reúne o Rio 65 Trio para um show em comemoração ao seu cinquentenário no famoso Carnegie Hall, com o baixista original, Sérgio Barrozo, e o baterista Duduka da Fonseca, substituindo Edison Machado, morto em 1990. O evento foi considerado o acontecimento de jazz do ano nos Estados Unidos e rendeu um disco, Live at Zankel Hall in Carnegie Hall, lançado em 24 de agosto de 2018, pela Universal Music.

## Legado
Dom Salvador é conhecido como um dos maiores pianistas da sua geração, tendo participado da efervescência do samba jazz, no início dos anos 1960, e, ainda, ficado conhecido por ser um dos criadores do samba-soul, ou samba-funk. Ainda, Salvador é lembrado por ter formado o primeiro grupo musical brasileiro conscientemente formado apenas por músicos negros e por, através desse grupo, ter ajudado na emergência do movimento Black Rio.

## Discografia
Discografia dada pelo Discogs e completada com outras informações.

### Carreira Solo

#### Estúdio
- 1969 - Dom Salvador (Discos CBS)
- 1976 - My Family (Muse Records)
- 1997 - Transition (Lua Discos)
- 2002 - Puro Amor (Salmarsi Records)

#### Ao vivo
- Romantic Interlude at the River Cafe (Salmarsi Records)
- Romantic Interlude at the River Cafe, Volume 2 (Salmarsi Records)

#### Compactos
- 1970 - Abolição 1860-1960 / Juazeiro (Discos CBS)
- 2015 - Barumba / Morre o Burro, Fica o Homem (Mr Bongo Records): o artista do Lado B é Osmar Milito.

### Com o Rio 65 Trio

#### Estúdio
- 1965 - Rio 65 Trio (Philips)
- 1966 - A Hora e a Vez da MPM (Philips)

#### Ao vivo
- 2018 - Live at Zankel Hall in Carnegie Hall (Universal Music)

### Com o Salvador Trio
- 1965 - Salvador Trio (Rozenblit, pelo selo Mocambo)
- 1966 - Tristeza (Rozenblit, pelo selo Mocambo)
- 2007 - Dom Salvador Trio (Biscoito Fino)
- 2022 - Dom Salvador Trio - Samborium

### Com o Grupo Abolição

#### Estúdio
- 1971 - Som, Sangue e Raça (Discos CBS)

#### Compactos
- 1972 - Uma Vida / Folia de Reis (Discos CBS)
- 2016 - Ela Mandou Esperar / Uma Vida (Mr Bongo Records): o artista do Lado A é Cassiano.
- 2016 - Juventude Sexta e Sábado / Uma Vida (Cultures of Soul Records): o artista do Lado A são os Novos Baianos.

### Com o Dom Salvador Quartet
- 1984 - Rio Claro Suite

### Com o Folia de Reis
- 2007 - Ancestors (Three Kings Records)

### Com o Dom Salvador Sextet
- 2010 - The Art of Samba Jazz (Salmarsi Records)

### Participação
- 1966 - Mancini também É Samba (Rozenblit, pelo selo Mocambo): álbum creditado ao maestro Waltel Branco.
- 1967 - Folklore e Bossa Nova do Brasil (MPS Records): álbum gravado durante uma turnê de diversos músicos brasileiros pela Alemanha.
- 1971 - Toni Tornado (Odeon Records): segundo álbum do cantor Tony Tornado. Salvador participa como arranjador, orquestrador e regente.